# Zone du Coelacanthe
Die Zone du Coelacanthe ist ein Meeresschutzgebiet im Inselstaat der Komoren. Sie umfasst die Südspitze der Insel Grande Comore (Ngazidja) und dient vor allem dem Schutz der seltenen Quastenflosser (Coelacanthe/Latimeria).

## Biodiversität

### Latimeria

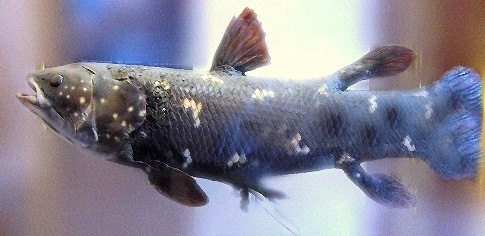
Latimeria chalumnae

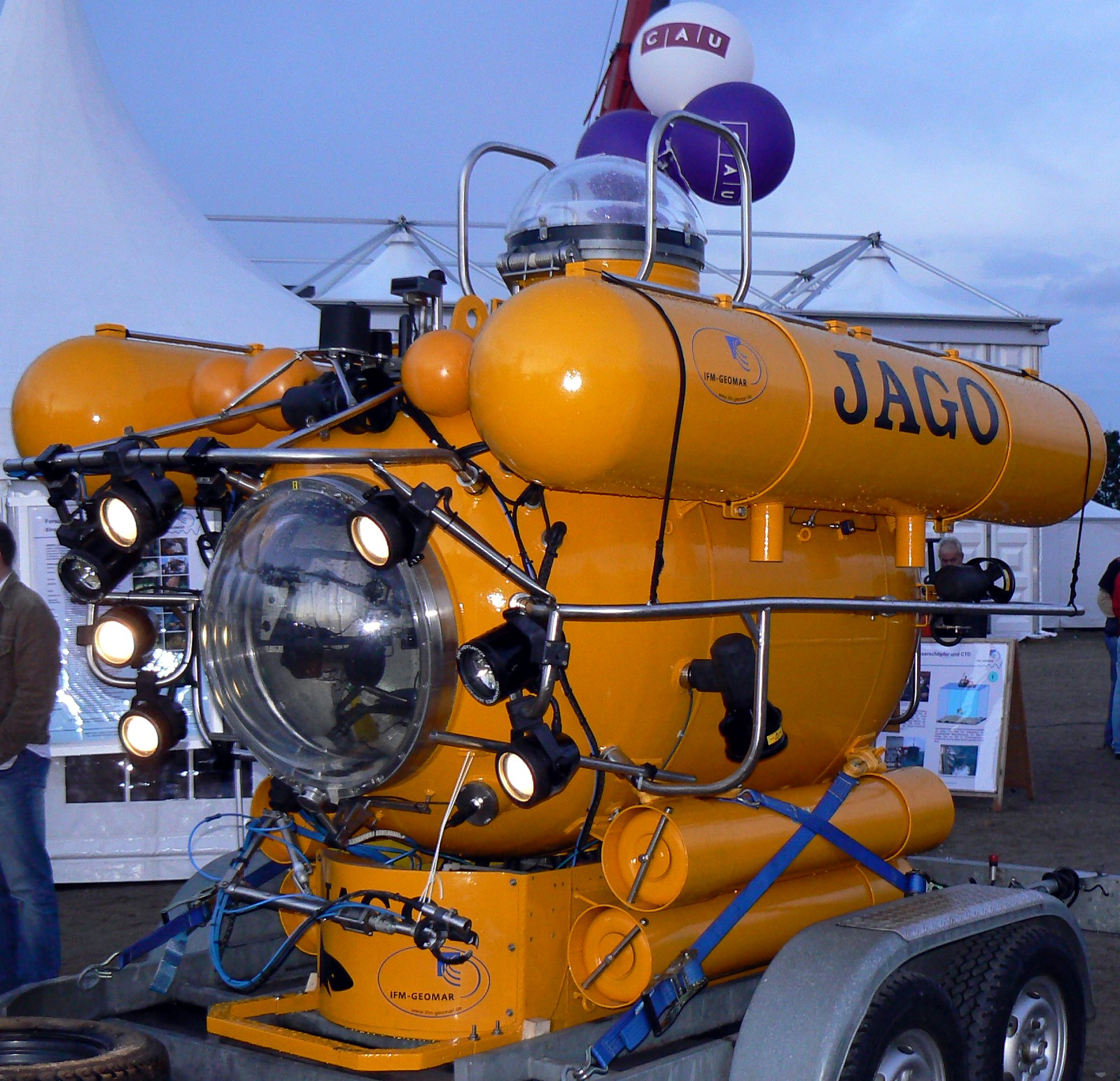
Das Tauchboot Jago

Am 22. Dezember 1938 entdeckte Marjorie Courtenay-Latimer, Leiterin des Naturkunde- und Geschichtsmuseums im südafrikanischen East London, in einem großen Fischfang einen stahlblauen, 1,50 Meter langen und 52 Kilogramm schweren Fisch. Das Tier war von einem Fischdampfer unter dem Kommando von Hendrik Goosen in den Gewässern des Indischen Ozeans vor der südafrikanischen Küste nahe der Mündung des Chalumna gefangen worden. Das Exemplar stellte sich als Quastenflosser heraus. Smith benannte den Komoren-Quastenflosser nach seiner Entdeckerin und dem Fluss Chalumna als Latimeria chalumnae.
Erst 14 Jahre später, im Jahr 1952, wurde in der Gegend zwischen den Komoreninseln und Madagaskar, 3000 km von der ersten Fundstelle entfernt, ein zweiter Quastenflosser gefangen. Hier war der Fisch den Einheimischen unter dem Namen Kombessa bekannt und wurde als wenig begehrter Fisch verzehrt. Seine rauen Schuppen verwendete man als Ersatz für Sandpapier. Es konnten dann noch weitere Exemplare gefangen werden, einmal sogar ein lebendes.
Erst 1987 gelang es einer deutschen Forschergruppe des Max-Planck-Instituts für Verhaltensphysiologie unter Leitung von Hans Fricke erstmals, den Quastenflosser in seinem natürlichen Lebensraum vor den Komoren zu beobachten. Dabei entdeckten der Tauchbootpilot Jürgen Schauer und der Münchner Biologiestudent Olaf Reinicke am 17. Januar 1987 vom Tauchboot Geo aus in 198 Metern Tauchtiefe den ersten Quastenflosser in seinem natürlichen Lebensraum. Damals entstanden auch die ersten Fotos und Filmaufnahmen von lebenden Quastenflossern. Die Bilder gingen damals um die Welt. Von 1989 an wurde mit Unterstützung der Zoologischen Gesellschaft Frankfurt ein langjähriges Projekt zur Erforschung der Quastenflosser durchgeführt. Bei diesem und weiteren Projekten wurde auch erstmals das neu gebaute Tauchboot Jago eingesetzt. Das Boot erreicht eine Tiefe von 400 Metern und so konnte fast der gesamte Lebensraum dieser seltenen Tiere untersucht werden. Außerdem wurden bei diesen Tauchfahrten auch seltene Armfüßer entdeckt.

## Wale
Neben den Lebenden Fossilien sind in dem Gebiet auch zwölf Walarten häufig. Neben den Delfinen (Ostpazifischer Delfin - Stenella longirostris; Großer Tümmler - Tursiops truncatus; Schlankdelfin - Stenella attenuata) kommen auch Buckelwale (Megaptera novaengliae), Zwerggrindwal (Feresa attenuata), verschiedene Schnabelwale (Mesoplodon sp.) und Schwertwale (Orcinus orca), Südkaper (Eubalaena australis), sowie Brydewale (Balaenoptera edeni)  in diese Gewässer.